# 34273 Franklynwang
2000 QS134 (asteroide 34273) é um asteroide da cintura principal. Possui uma excentricidade de 0.08314410 e uma inclinação de 3.20303º.
Este asteroide foi descoberto no dia 26 de agosto de 2000 por LINEAR em Socorro.